# Stylonematophyceae
Stylonematophyceae är klass rödalger. Algaebase listar 25 arter i klassen fördelade på två ordningar. De allra flesta arter (24 st) återfinns i ordningen Stylonematales.
Klassen innehåller arter som bildar trådliknande strukturer samt encelliga arter. Cellväggarna är tjocka och slemartade. Golgiapparaten är förbunden med det endoplasmatiska nätverket, ER; i dessa strukturer återfinns kolhydraterna digeneasid och sorbitol.

## Ordningar, familjer och släkten
- Ordning Stylonematales
  - Familj Stylonemataceae
    - Släkte Bangiopsis
    - Släkte Chroodactylon
    - Släkte Chroothece
    - Släkte Colacodictyon
    - Släkte Empselium
    - Släkte Goniotrichiopsis
    - Släkte Neevea
    - Släkte Purpureofilum
    - Släkte Rhodaphanes
    - Släkte Rhodosorus
    - Släkte Rhodospora
    - Släkte Stylonema
    - Släkte Vanhoeffenia
- Ordning Rufusiales
  - Familj Rufusiaceae
    - Släkte Rufusia

Uppställningen följer Algaebase.